# Francesc Siscar i Siscar
Francesc Siscar i Siscar (Oliva, Safor, 17 de març de 1760 – Madrid, 9 de març de 1833) fou un mariner i matemàtic valencià, germà del també mariner Gabriel Siscar i Siscar i nebot dels il·lustrats Gregori Maians i Siscar i Joan Antoni Maians i Siscar.
El 1778 ingressà a la marina espanyola i arribà a capità de navili. Va lluitar a la Guerra del Francès. El 14 de febrer de 1810 fou elegit diputat a les Corts de Cadis, on es va distingir pes les seves postures liberals i per a mostrar una postura conciliadora amb les províncies d'Ultramar. Pensava que la nova constitució espanyola de 1812, de la que en fou un dels signants, seria un element de pacificació i d'unió amb les províncies americanes i que l'ús de tropes només atiaria encara més les diferències. Fou membre de la comissió de Marina i de la comissió de nou diputats que a iniciativa d'Angel Andrés de la Vega Infanzón va proposar el nomenament del duc de Wellington general en cap de les tropes peninsulars que lluitaven contra Napoleó I. També fou elegit president de les Corts Espanyoles de 24 de desembre de 1812 fins al 23 de gener de 1813. Fou escollit novament diputat suplent a les Corts Ordinàries de 1813.
Amb la repressió absolutista de 1814 fou inculpat vagament en un informe de Manuel Caballero del Pozo que denunciava un intent d'assassinat de Ferran VII i una proclamació de la República. El juny de 1814 fou confinat a Oliva (oficialment per motius de salut), però es va establir a Madrid després que fos elegit diputat per València de 1820 a 1822 a les Corts del trienni liberal.